# ایبرهارد اسچ
ایبرهارد اسچ (انگلیسی: Eberhard Esche; ۲۵ اکتبر ۱۹۳۳ – ۱۵ مهٔ ۲۰۰۶) بازیگر تئاتر، و بازیگر سینما اهل آلمان بود.